# 対米外国投資委員会
対米外国投資委員会（英語: Committee on Foreign Investment in the United States、CFIUS（シフィウス））はアメリカ合衆国連邦政府の省庁間委員会のひとつ。1975年にフォード大統領の大統領令11858によって設立された。
財務長官を議長とする、省庁横断的な組織であるCFIUSは、米国の企業や事業への外国の直接投資の国家安全保障への影響を検査する。国防総省、国務省、商務省などの16の省庁代表者と（最近では）国土安全保障省がメンバーに含まれている。
レーガン大統領は、この評価プロセスを1988年の大統領令12661でCFIUSに委任した。これは、米国議会がエクソン・フロリオ修正条項で外国投資を審査する権限を大統領に与えることに対応したものである。
2013年から2015年にかけて、CFIUSの案件の20%は中国からの投資に関係するものであった。CFIUSはどの案件が審査中であるかを認めず、案件の当事者の関与を必要とせず、審査結果を公表しない。

## プロセス
外国企業による買収に関与する全ての企業は、自発的にCFIUSに通知することになっているが、CFIUSは自発的に提出されていない取引を検討することができる。
CFIUSは外国の買収者によって米国企業が取得された結果、企業の技術や資金が認可された国に移転する可能性を大半の審査での一番の関心事である。
CFIUSの審査は、30日間で買収を承認または法定調査の開始を決定する。後者が選択された場合、委員会は買収を許可するかまたは投資の撤回を命じるかどうかを決定するためにさらに45日を要する。CFIUSに提出されたほとんどの取引は、法定調査なしに承認される。しかし、2012年にCFIUSに提出された114件のうち約40％が調査に移った。
CFIUSは、公衆衛生や電気通信などの重要なインフラの買収に関しては精査している。
CFIUSは、「中国とイランへの高度コンピュータの販売に関する制限」を参照している。また、2005年初めのイギリスの企業「BAEシステムズ」によるユナイテッド・ディフェンス買収など米国の同盟国の企業との取引についても審査している。BAEシステムズの買収とCFIUSに提出された大部分の取引は難なく承認されているが、少なくとも1つの取引がCFIUSがより詳細に検査した時に中止された。

## 歴史
1975年、フォード大統領は大統領令11858を発令しCFIUSを創設した。財務長官が議長となり、国務長官、国防長官、商務長官、経済問題担当大統領補佐官、国際経済政策委員会の事務局長で構成されていた。 大統領令ではまた、「委員会は直接投資とポートフォリオの両方における米国への外国投資の影響を監視し、そのような投資に関する米国の政策の実施を調整する行政機関内で第一の継続的責任を負う」と規定した。 特に、CFIUSは次のように指示されている：
1. 米国における外国投資の動向と重要な発展の分析の準備を手配する。
2. 米国における将来の主要な外国政府投資に関する事前協議のために、外国政府との取り決めに関するガイダンスを提供する。
3. 委員会の判断で米国の国益に重大な影響を及ぼす可能性のある米国への投資を見直す。
4. 必要に応じて新たな法律や外国投資に関する規制の提案を検討する。

1980年、ジミー・カーター大統領は大統領令12188を発令し、通商代表部を加えたほか、国際経済政策委員会の事務局長に代わって大統領経済諮問委員会の議長を加えた。
1988年、日米貿易摩擦の最中での富士通によるフェアチャイルドセミコンダクターの買収提案によって引き起こされた議会の懸念によりエクソン・フロリオ修正条項が成立した。エクソン・フロリオ修正条項は国家安全保障を脅かす合併、買収、引き継ぎ提案を大統領が拒否できる権限を与えるものであった。1988年、ロナルド・レーガン大統領は大統領令12661を発令して司法長官と行政管理予算局局長をCFIUSに加えた。
1992年、バード修正条項は、買収者が外国政府に代わって行動し、国家安全保障に影響を及ぼす合併、買収および買収の検討をCFIUSに要求した。1993年、ビル・クリントン大統領は大統領令12860に基づき、CIFUSに科学技術政策局長、国家安全保障問題担当大統領補佐官、経済政策問題担当大統領補佐官を追加した。2003年、ジョージ・W・ブッシュ大統領は大統領令13286号に基づきCIFUSのメンバーに国土安全保障長官を追加した。
2007年に外国投資及び国家安全保障法（FINSA）により、法定権限を持った委員会が設置されたほか、CIFUSのメンバーを6名の閣僚と検事総長に減らし、労働長官と国家情報長官を追加し、ホワイトハウスが任命した7名を削除した。2008年、ブッシュ大統領は、法を実施する大統領令13456により米国貿易代表部と科学技術政策局長を追加した。FINSAは、大統領に対し、一定の買収取引について国家安全保障調査を実施すること、議会のためにより幅広い監督業務を提供することを求めているほか、大統領が合併、買収および引き継ぎを中断または禁止する権限を持つ唯一の存在であり続けることを要求する。
2018年にトランプ大統領は、主に中国の投資家に関係する特定のタイプの海外直接投資（FDI）に対してCFIUSに新たな権限を付与する「外国投資リスク審査近代化法」（FIRRMA）に署名した。これらには、不動産投資、プライベート・エクイティを通じた少数派投資が米国のテック企業のビジネス情報へのアクセスを提供する分野、米中合弁事業などが含まれる。CFIUSはまたより多くの予算、人員、審査期間の延長の権限を獲得し、より徹底した重要契約の開示を正式に行うようになった。

## 委員会に関する意見
2006年2月、リチャード・パールはレーガン政権時代のCFIUSの経験をCBS Newsに語った際に、CFIUSについての意見を述べている：「委員会はほとんど会議を開かず、審議は通常かなり低い官僚レベルで行われた」。彼はまた「特に9/11以降、外国の所有や外国の支配を精査することに真剣に取り組んだのであれば、それは少々冗談と思う」と付け加えた。
他の人達は、FDIが米国経済に果たす重要な役割と、精査の強化が引き起こし得る思わしくない影響を強調している。米国の外国人投資家は他国の米国人投資家と同様に米国経済の苦境にある分野に専門知識をもたらし、資本を投入している。2006年2月、ニューヨーク・タイムズのインタビューでレーガン政権時の元高官クライド・プレストウィッツは、「（米国の）経済を浮上させておくためには一日当たり30億ドルの資本の純流入が必要だ…それなのにここでのボディランケージは全て『消えろ』である」と述べている。

## 著明な事例
- 1990年：ジョージ・H・W・ブッシュ大統領は「MAMCO Manufacturing」の中国機関への売却を無効にし、「航技進出口」に対しシアトルに拠点を置く「MAMCO」への投資の撤回を命じた[22]。
- 2000年：NTTコミュニケーションズのベリオの買収[要出典]。
- 2005年：レノボによるIBMのパーソナルコンピューター事業の買収はCFIUSに承認された[23]。
- 2005年：ウゴ・チャベス政権とベネズエラの選挙機械の更新で契約したオランダの企業「スマートマティック」によるカリフォルニア州オークランドの「セコイア・ボウティング・システム」の買収[24]。
- 2005年：2005年6月、中国海洋石油総公司(中国国有の石油・ガス大手企業)の子会社（CNOOC Limited、ニューヨーク証券取引所と香港証券取引所に上場）は、アメリカの石油会社「ユノカル・コーポレーション」に185億ドルの現金買収提案を行い、シェブロン・テキサコによる提示額を超えトップになった。買収案はCFIUSとブッシュ政権によって反対されなかったが、一部の議員によって批判され、米国下院での投票に続いて、国家安全保障の観点から検討される必要があるという理由でブッシュ大統領が入札に言及した。2005年7月20日、ユノカル・コーポレーションはシェブロン・テキサコからの171億ドルの買収提案を受け入れると発表し、8月10日に臨時株主総会で買収が承認された[25]。8月2日、CNOOC Limitedは、米国の政治的緊張に言及し、入札からの撤退を発表した。
- 2006年：国有企業の「ドバイ・ポーツ・ワールド」がニューヨーク港、ニュージャージー港など米国の一部の港で主にコンテナ船向けの多くのターミナルを賃借運営している「P&O」の買収を計画していた[26]。この買収は当初はCFIUS及びブッシュ大統領によって承認されていたが、最終的に議会によって反対された。
- 2010年：ロシアの企業がアメリカのウラン生産の20%をコントロールする「ウラニウム・ワン」の経営権を獲得した[27]。CIFIUSの国務省代表のホセ・フェルナンデスは賛成票を投じた。
- 2012年： 中国企業の「サニーグループ」が所有する「ラルズ・コーポレーション」[28] が買収した小規模風力発電企業4社のプロジェクトがオレゴン州ボードマンにある米海軍の武器システム訓練施設に近かったため、バラク・オバマ大統領が発電企業の投資の撤回を命じた。
- 2014年：レノボによるIBMのPCサーバ事業の買収がCFIUSに承認される[29]。
- 2016年：オバマ大統領は中国企業によるドイツ企業「アイクストロン」の米国子会社の買収を阻止した[30]。フィリップスのルミレッズ部門を「GOスケールキャピタル」と「GRSベンチャーズ」に26億ドルで売却する取引が中国の窒化ガリウム応用に関する懸念から阻止された[31]。また、フェアチャイルドセミコンダクターはCFIUSの監査を理由に中国企業側の買収提案支持を撤回した[32]。
- 2017年：トランプ大統領は中国政府関連ファンドによる米半導体メーカー「ラティス・セミコンダクター」の買収を阻止した[33]。また、CFIUSはアリババの買収も阻止し[34]、日本のソフトバンクグループがフォートレス・インベストメント・グループを子会社化した際はアリババとの関係を警戒されてCFIUSによる業務運営への制限を受けた[35]。
- 2018年：トランプ大統領はCFIUSの異議に基づきシンガポール半導体大手ブロードコムによる米クアルコム買収を阻止した[36]。
- 2019年：CFIUSは中国のゲーム企業「ベイジン･クンルン･テク」が2018年にゲイの出会い系アプリをCFIUSの審査無しで買収した後、ユーザーの位置情報やメッセージ、HIVの状態などのデータベースに関する国家安全保障上の懸念を理由に同社に対し売却を要求した。売却期限は2020年6月に設定されている。
- 2020年：トランプ大統領はTikTokを米国で禁止すると脅したが、8月にアメリカ企業への売却期限を9月15日に設定した。

## 通知と調査
CFIUSの通知と調査（1988～2018年）
| 年   | 通知 | 調査 | 通知撤回 | 大統領決定 |
| ---- | ---- | ---- | -------- | ---------- |
| 1988 | 14   | 1    | 0        | 1          |
| 1989 | 204  | 5    | 2        | 3          |
| 1990 | 295  | 6    | 2        | 4          |
| 1991 | 152  | 1    | 0        | 1          |
| 1992 | 106  | 2    | 1        | 1          |
| 1993 | 82   | 0    | 0        | 0          |
| 1994 | 69   | 0    | 0        | 0          |
| 1995 | 81   | 0    | 0        | 0          |
| 1996 | 55   | 0    | 0        | 0          |
| 1997 | 62   | 0    | 0        | 0          |
| 1998 | 65   | 2    | 2        | 0          |
| 1999 | 79   | 0    | 0        | 0          |
| 2000 | 72   | 1    | 0        | 1          |
| 2001 | 55   | 1    | 1        | 0          |
| 2002 | 43   | 0    | 0        | 0          |
| 2003 | 41   | 2    | 1        | 1          |
| 2004 | 53   | 2    | 2        | 0          |
| 2005 | 65   | 2    | 2        | 0          |
| 2006 | 111  | 7    | 19       | 2          |
| 2007 | 138  | 6    | 15       | 0          |
| 2008 | 155  | 23   | 23       | 0          |
| 2009 | 65   | 25   | 7        | 0          |
| 2010 | 93   | 35   | 12       | 0          |
| 2011 | 111  | 40   | 6        | 0          |
| 2012 | 114  | 45   | 22       | 1          |
| 2013 | 97   | 3    | 48       | 5          |
| 2014 | 147  | 3    | 51       | 9          |
| 2015 | 143  | 66   | 13       | 0          |
| 2016 | 172  | 79   | 21       | 1          |
| 2017 | 237  | 172  | 67       | 1          |
| 2018 | 229  | 158  | 64       | 1          |